# إيلبصان
إيلبصان (بالألبانية: Elbasan) هي مدينة في مقاطعة إيلبصان وسط ألبانيا. تقع على نهر شكومبين في منطقة إيلبصان. تعتبر واحدة من أكبر المدن في ألبانيا حيث يبلغ عدد سكانها 79,810. تم تسميتها بهذا الاسم من قبل السلطان محمد الفاتح.

## توأمة
لإلباسان اتفاقيات توأمة مع كل من:
- نوفي ليغوري
- توركو
- تريفيزو
- ميتروفيتسا
- دوناوجفاروس

## أعلام
- أرماندو ساديكو
- كرستل أباز
- برونو لولاج
- لينديتا إدريسي
- كلوديان دورو